# Punk-O-Rama Vol. 9
Punk-O-Rama 9 is het negende compilatiealbum uit de Punk-O-Rama-serie van Epitaph Records. Het is het eerste van de twee albums uit de serie die naast een cd ook een dvd bevatten. De dvd bevat videoclips van de bands die ook op de cd staan, behalve de bands Randy en Converge die niet op de cd staan.

## Nummers
Cd
1. "Social Suicide" - Bad Religion - 1:35
2. "Ride the Wings of Pestilence" - From First to Last - 4:20
3. "Sick Little Suicide" - The Matches - 4:17
4. "The Keys to Life vs. 15 Minutes of Fame" - Atmosphere - 2:40
5. "Now I Know" - Pennywise - 2:57
6. "Throw Down" - Motion City Soundtrack - 3:12
7. "Tropical London" - Rancid - 3:03
8. "The Dirty Glass" - Dropkick Murphys - 3:37
9. "Plea from a Cat Named Virtute" - The Weakerthans - 3:49
10. "Promise" - Matchbook Romance - 4:16
11. "City in the Sea" - Scatter the Ashes - 4:22
12. "Liberation Frequency" - Refused - 4:11
13. "Struck By a Wrecking Ball" - Nekromantix - 3:28
14. "Bad Reputation" - Pulley - 2:53
15. "Fall Apart" - 1208 - 3:08
16. "Sing Along Forever" - The Bouncing Souls - 1:35
17. "Seein' Diamonds" - Hot Water Music - 3:36
18. "Life Goes By" - The Special Goodness - 2:45
19. "Miss Take (Radio Edit)" - HorrorPops - 3:06
20. "Temptation" - Tiger Army - 2:10
21. "Dirty Love" - Division Of Laura Lee - 3:11
22. "Burn in Hell" - Error - 3:04
23. "Now" - Eyedea & Abilities - 4:21
24. "The Plague (Live)" - Death by Stereo - 2:58

Dvd
1. "Sing Along Forever" - The Bouncing Souls
2. "Miss Take" - HorrorPops
3. "Trying to Find a Balance" - Atmosphere
4. "Insects Destroy" - Pulley
5. "The Next Big Thing" - 1208
6. "Promise" - Matchbook Romance
7. "The Future Freaks Me Out" - Motion City Soundtrack
8. "Psalm for the Future for the Elks Lodge Last Call" - The Weakerthans
9. "X-Ray Eyes" - Randy
10. "NFA" - The Special Goodness
11. "Heartless" - Converge
12. "Hand In Hand" - Beatsteaks